# Марселиньо Паулиста
Марсело Жозе́ де Соуза (порт.-браз. Marcelo José de Souza; 13 сентября 1973, Котия, штат Сан-Паулу), более известный как Марселиньо Паулиста (порт.-браз. Marcelinho Paulista) — бразильский футболист, полузащитник.

## Карьера
Марселиньо Паулиста начал карьеру в клубе «Коринтианс», куда он попал в 1987 году. Ещё ранее, в возрасте 12 лет, он проходил просмотр в клубе, куда он поехал в одиночестве, преодолев длинный маршрут. 6 октября 1991 года Марселиньо дебютировал в основном составе команды в матче с «Новуризонтино» (1:1), где он заменил по ходу матча защитника Кела. Со следующего сезона футболист стал игроком стартового состава команды. В 1993 году в «Коринтианс» перешёл другой игрок с именем Марселиньо. И чтобы различать футболистов, в их игровое имя добавили по слову, один стал Марселиньо Паулиста, а другой Марселиньо Кариокой. При этом у обоих икроков были чётко очерчены функции: Кариока отвечал за атаку, а Паулиста — за оборону команды. В том же году он выиграл свой первый трофей в составе клуба — Кубок Бандейрантес. А год спустя отпраздновал победу в чемпионате штата и Кубке Бразилии.
В 1997 году Марселиньо был арендован «Ботафого» в рамках сделки по обратному трансферу Тулио в «Коринтианс». С этой командой полузащитник выиграл Кубок Гуанабара, а затем и чемпионат штата Рио-де-Жанейро, в рамках которого клуб победил в 18 матчах из 26. Годом позже Марселиньо, по просьбе Вандерлея Лушембурго возвратился в «Коринтианс». Там он провёл ещё один сезон, после чего покинул команду. 18 июля 1998 года Марселиньо сыграл последней матч в составе «Коринтианса» против «Баии» (2:3). Всего за клуб футболист провёл 250 матчей и забил 10 голов, по другим данным 248 матчей и 11 голов. Оттуда игрок перешёл в «Гуарани». В феврале 1999 года Марселиньо стал игроком «Флуминенсе», где дебютировал 25 февраля в матче с «Рио-Бранко» из Витории (0:2). 3 марта он забил первый мяч за клуб во встрече с «Лагартенсе» (1:0). 3 июня того же года полузащитник провёл последний матч за «Флуминенсе» против «Ботафого» (2:0). А всего в составе команды выходил на поле 14 раз и забил 2 мяча.
Летом 1999 года Марселиньо во второй раз стал игроком «Ботафого». Клуб дошёл до финала Кубка Бразилии, однако там проиграл «Жувентуде». Но в серии А у команды была длинная серия неудач. Клуб едва не вылетел из высшего дивизиона чемпионата Бразилии. Его спасло только решение о деле Сандро Ироси, которое закончилось присуждением «Ботафого» победы над «Сан-Паулу» со счётом 1:0, хотя на поле команда из Рио-де-Жанейро проиграла 1:6. В 2002 году Марселиньо уехал в Грецию, в клуб «Паниониос». Там он провёл один год. Полузащитник возвратился в Бразилию, где два сезона играл за «Жувентуде». Футболист вёл переговоры с «Васко да Гамой», однако сделка сорвалась в последний момент. Осенью 2003 года Марселиньо стал игроком испанской «Альмерии», выступавшей во втором дивизионе. 7 сентября он дебютировал в составе команды в матче с «Хетафе» (1:1), где забил гол. 12 октября в своей треьей игре за клуб с «Саламанкой» (0:0) полузащитник был удалён с поля. Более он за «Альмерию» не выступал.
В 2004 году Марселиньо опять возвратился на родину, подписав контракт с «Кабофриенсе». Затем он перешёл в «Эстасио де Са», где совмещал футбольную деятельность с обучением в колледже, который он бросил став профессиональным футболистом. Марсело Жозе получил степень по психологии на факультете физической культуры. Однако футбол он не бросал: Марселиньо стал юношеской команды «Фламенго», где три года тренировал юношей в возрастной группе с 13 до 17 лет. Затем с 2011 по 1012 год работал в академии «Коринтианса», а с 2012 по 2015 год трудился спортивным директором клуба «Аваи». Помимо этого он занимался строительным проектом «Спортивный город» в Брагансе-Паулиста, который предоставил бы места для тренировок молодых спортсменов в возрасте от 16 до 20 лет. В 2017 году Марселиньо стал исполнительным директором футбольного агентства Think Ball & Sports Consulting. В 2019 году он работал техническим координатором в клубе «Понте-Прета». 29 января 2020 года Марселиньо стал спортивным директором клуба «Портимоненсе». В августе 2024 года он стал работать координатором в клубе «Агуа Санта».

## Международная статистика

### Олимпийская сборная
| Матчи Марселиньо Паулисты за олимпийскую сборную Бразилии | Матчи Марселиньо Паулисты за олимпийскую сборную Бразилии | Матчи Марселиньо Паулисты за олимпийскую сборную Бразилии | Матчи Марселиньо Паулисты за олимпийскую сборную Бразилии | Матчи Марселиньо Паулисты за олимпийскую сборную Бразилии | Матчи Марселиньо Паулисты за олимпийскую сборную Бразилии | Матчи Марселиньо Паулисты за олимпийскую сборную Бразилии |
| --------------------------------------------------------- | --------------------------------------------------------- | --------------------------------------------------------- | --------------------------------------------------------- | --------------------------------------------------------- | --------------------------------------------------------- | --------------------------------------------------------- |
| №                                                         | Дата                                                      | Место проведения                                          | Оппонент                                                  | Счёт                                                      | Голы                                                      | Турнир                                                    |
| 1                                                         | 19 октября 1994                                           | Консепсьон                                                | Чили (олимп.)                                             | 5:0                                                       | —                                                         | Товарищеский матч                                         |
| 2                                                         | 23 февраля 1996                                           | Тандиль                                                   | Боливия (олимп.)                                          | 4:1                                                       | —                                                         | Предолимпийский турнир                                    |
| 3                                                         | 6 марта 1996                                              | Мар-дель-Плата                                            | Аргентина (олимп.)                                        | 2:2                                                       | —                                                         | Предолимпийский турнир                                    |
| 4                                                         | 10 июля 1996                                              | Флорианополис                                             | Дания (олимп.)                                            | 5:1                                                       | —                                                         | Товарищеский матч                                         |
| 5                                                         | 2 августа 1996                                            | Атенс                                                     | Португалия (олимп.)                                       | 5:0                                                       | —                                                         | Олимпиада                                                 |

### Национальная сборная
| Матчи Марселиньо Паулисты за сборную Бразилии | Матчи Марселиньо Паулисты за сборную Бразилии | Матчи Марселиньо Паулисты за сборную Бразилии | Матчи Марселиньо Паулисты за сборную Бразилии | Матчи Марселиньо Паулисты за сборную Бразилии | Матчи Марселиньо Паулисты за сборную Бразилии | Матчи Марселиньо Паулисты за сборную Бразилии |
| --------------------------------------------- | --------------------------------------------- | --------------------------------------------- | --------------------------------------------- | --------------------------------------------- | --------------------------------------------- | --------------------------------------------- |
| №                                             | Дата                                          | Место проведения                              | Оппонент                                      | Счёт                                          | Голы                                          | Турнир                                        |
| 1                                             | 27 марта 1996                                 | Сан-Жозе-ду-Риу-Прету                         | Гана                                          | 8:2                                           | —                                             | Товарищеский матч                             |
| 2                                             | 22 мая 1996                                   | Манаус                                        | Хорватия                                      | 1:1                                           | —                                             | Товарищеский матч                             |

## Достижения
- Чемпион Южной Америки (до 20): 1992
- Чемпион мира (до 20): 1993
- Обладатель Кубка Бандейрантес: 1994
- Чемпион штата Сан-Паулу: 1995
- Обладатель Кубка Бразилии: 1995
- Обладатель Кубка Гуанабара: 1997
- Чемпион штата Рио-де-Жанейро: 1997
- Победитель Предолимпийского турнира КОНМЕБОЛ: 1996